# ليه أفلو
ليه أفلو (بالإنجليزية: Les Afful)‏ هو لاعب كرة قدم بريطاني في مركز الوسط، ولد في 4 فبراير 1984 في ليفربول في المملكة المتحدة. شارك مع منتخب إنجلترا لكرة القدم C ‏. أما مع النوادي، فقد لعب مع فوريست غرين ونادي إكزتر سيتي ونادي توركي يونايتد.

## وصلات خارجية
- ليه أفلو على موقع قاعدة بيانات كرة القدم.إي يو (الإنجليزية)
- ليه أفلو على موقع Soccerbase.com (لاعب) (الإنجليزية)